# Літературна премія імені Ірини Вільде
Премія імені Ірини Вільде — українська літературна премія.

## Історія
Премію імені Ірини Вільде засновано у 2007 році Львівською обласною організацією Національної спілки письменників України та народним депутатом України Петром Писарчуком на честь 100-річчя від дня народження видатної української письменниці Ірини Вільде. В жовтні 2006 року було також прийнято окрему постанову Верховної Ради України «Про відзначення 100-річчя з дня народження української письменниці Ірини Вільде».

## Нагородження
Нагородження відбувається щорічно 5 травня в день народження Ірини Вільде. Премією відзначаються українські письменники за визначні літературні здобутки, новаторство в українській прозі різних жанрів, сприяння сучасному літературному процесу в Україні.
Премія має всеукраїнський статус, тому претендувати на неї можуть не тільки львівські прозаїки.
Лауреати отримують диплом та грошову винагороду.
Грошова винагорода становить 15 тис. грн.:
- І премія — 7 тис. грн.,
- ІІ премія — 5 тис. грн.,
- ІІІ премія — 3 тис. грн.

## Лауреати

### 2007 рік
- Перша премія — Роман Дідула за твір «Молитва за Україну»
- Друга премія — Євгенія Божик за твір «Келих часу»
- Третя премія — Оксана Думанська за твір «Графиня із Куткора»[1]

### 2008 рік
- Перша премія — Віктор Палинський за збірку оповідань «Декілька зимових днів» та Ярослав Павлюк за роман «Нічний імператор»
- Друга премія — Надія Ковалик за збірки оповідань та повістей «На сходах», «Відпусти мене» і Ольга Яворська за збірку новел, оповідань і повістей «Відблиск прожитого дня»
- Третя премія — Богдан Мельничук за збірку «Яр» та Володимир Рабенчук за збірку повістей «Тінь перста вказівного, або Дожити б до Івана Купала»

### 2009 рік
- Перша премія — Леся Бернакевич за роман «До зустрічі в суді»
- Друга премія — Роман Коритко за історичний роман «Корона Данила Галицького»
- Третя премія — Петро Ходанич за книгу прози «Знак дракона»[2]

### 2010 рік
- Марія Людкевич — за книжку «Петрова гора з диким терном»

### 2011 рік
- Марія Якубовська
- Роман Пастух — за книжку «Корона Данила Галицького»[3]

### 2012 рік
Через розкол у Львівській обласній організації Національної спілки письменників України у 2012 році були два оргкомітети, які запропонували дві абсолютно протилежні пропозиції щодо нагородження:
За протоколом Марії Якубовської:
- Перша премія — Наталя Околітенко за роман «Рось-Марія» і Надія Тубальцева за книжку «Дніпровські капричос»
- Друга премія — Ірина Якубовська за книжки «Десять днів» і «За завісою буденності»
- Третя премія — Василь Федько за книжку «Життя за сонцем»

За протоколом Романа Іваничука:
- Стефак Василь Федорович — за книгу прози «Примови проти темряви»
- Петренко Микола Євгенович — за книгу «Самозапалення свічі»
- Гургула Ігор Васильович — за повість «Мартуся зі Львова»,
- Володимир Ганулич — за роман-казку «Білий камінчик щастя».
- Смола Оксана Миколаївна — за роман «Рух назустріч світлу»

### 2013 рік
- Перша премія — Зеновій Легкий за роман «Се драма мого серця» і Петро Шкраб'юк за книжку прози та поезії «В мінливім дзеркалі кохання: енциклопедія любові»
- Друга премія — Богдан Смоляк за повість «Любов узимку»
- Заохочувальна премія — Анатолій Городницький за збірку авторських казок для дітей

### 2014 рік
Перша премія:
- - Юрій Николишин — фотохудожник, письменник, директор видавництва «Апріорі» — за роман «Бота-Фікс»
  - Мирослав Лазарук — письменник та літературний критик, заслужений діяч мистецтв України — за роман у новелах «Посох для приречених»
- Друга премія — Оксана Кришталева — письменниця, журналістка і публіцистка — за роман «Смак грибної юшки»[5]

### 2015 рік
- Перша премія:
  - Володимир Даниленко — письменник-прозаїк, критик, літературознавець — за книгу «Грози над Туровцем: Родинні хроніки»
  - Роман Горак — письменник — за біографічний роман про Леся Курбаса «Втеча у прірву»
- Друга премія — Марина Павленко — поетеса, письменниця, художниця — за повісті «Райдуга в решеті» про дитячі роки Павла Тичини, Василя Стуса, Надії Суровцевої, Василя Симоненка, Ірини Жиленко[6]

### 2016 рік
- Еміл Андрєєв — болгарський прозаїк за детективний роман «Скляна ріка»
- Олександр Бакуменко — за роман «Король Ринкової вулиці»
- Масляник Олександр — за книжку новел «Каміння на всіх»[7]

### 2017 рік
До 110-річчя народження Ірини Вільде, премію було вирішено вручити лише письменницям. Її лауреатками стали:
- Марія Косян — за роман «Коли у місті N дощить»
- Тетяна Пахомова — за роман «Я, ти і наш мальований і немальований Бог»

Грошова винагорода склала по 2 тисячі гривень.

### 2021 рік
Запека Віталій Леонідович - за роман "Цуцик"
- Олег Поляков - за роман "Крижана карусель"

- Сергій Гупало - за роман "Люди і трафарети"

- Спеціальна відзнака Галина Лицур-Щадей за збірку оповідань "Таке життя"

### 2023 рік
- Перша премія - Юрій Перетятко за збірку повістей і есеїв «Апостоли узбіччя» (2022).

- Друга премія - Сергій Чирков за роман в оповіданнях  «Богданове прокляття» (2022).

- Третя премія - Ігор Павлюк за  роман «Буг» (2020).